# Machghara
 (juillet 2015).
Si vous disposez d'ouvrages ou d'articles de référence ou si vous connaissez des sites web de qualité traitant du thème abordé ici, merci de compléter l'article en donnant les références utiles à sa vérifiabilité et en les liant à la section « Notes et références ».
Machghara (مشغرة) est une petite ville de la mouhafazah de la Bekaa au Liban. C'est la localité la plus importante de la rive droite du Litani entre Chtoura - Qab Elias et le Sud-Liban (Marjayoun, Nabatiyeh). Activités : Commerce, Agriculture. Équipements importants : École technique supérieure.

## Étymologie
Une hypothèse a été avancée expliquant que le nom de Machghara (مشغرة) pourrait venir du terme phénicien "chaghr" qui désigne l'eau abondante. Mais ce n'est là qu'une hypothèse parmi au moins cinq autres qui renvoient à des termes arabes . Machghara pourrait ainsi venir du verbe "achghara" (أشغر) qui veut dire se situer à l'écart de la route principale, ou du mot "mafghara" (مفغرة) qui désigne l'embouchure de la vallée, ou du verbe "ichtaghara" (إشتغر) qui signifie se mélanger et prospérer, ou du mot "thaghr" (ثغر) qui désigne dans le langage militaire arabe la vallée escarpée (la faille par laquelle le danger peut passer) ou encore du mot "chahr" qui signifie fond de vallée ou cours d'eau.

## Démographie
Machghara est une localité mixte du point de vue confessionnel, comptant essentiellement des musulmans chiites et des chrétiens catholiques et orthodoxes.

## Géographie
La ville se situe à une moyenne de 1 050 m d'altitude, soit plus de 200 m au-dessus du cours du fleuve Litani. Elle est adossée au versant est du massif du Mont-Liban, sur la faille de Yammouné qui fait partie de la faille du Levant qui part de la mer Rouge, longe le Jourdain et remonte vers la Turquie. Cette localisation explique l'abondance de ses ressources en eau. Machghara fait partie du Caza du Bekaa-Ouest qui compte 18 localités.

## Données
- Superficie totale : 2428 ha dont 1018 ha en pente > 30 %
- Superficie urbanisée en 2005 : 63 ha
- Altitude moyenne : 1 050 m
- Nb d'immeubles en 1997 : 1364
- Nb de logements en 1997 : 2084
- Population en 1997 : 6800 résidents / 16000 environ sur les registres de l'état-civil
- Taille moyenne des ménages en 1997 : 5,94
- Arboriculture : Pommier, cerisier, prunier, vigne[1]

## Quartiers
L'entrée nord de Machghara se situe au niveau du barrage du Litani et la ville est linéaire le long d'une route nord-sud qui la divise en deux secteurs : Haret el fawqa (la ville haute) et Haret et-Tahta (la ville basse). Haret el Fawqa comprend les quartiers Taamir, el Ain, et Chaouita. Haret et Tahta se prolonge à l'est vers les cimetières et Bayader, et au sud vers Sahrije
Les terres agricoles de Machghara se situent pour la plupart derrière la colline de Bayader, sur la plaine (Sahl Machghara) qui jouxte le Litani.

## Histoire
Au cours du XIXe siècle sous l'empire ottoman, Machghara a été rattachée, selon les périodes, au vilayet de Syrie, au vilayet de Beyrouth, ou au moutassarifat du Mont-Liban. Elle est intégrée au Grand Liban en 1920. De tradition agricole, la ville connait un développement des tanneries au début du XXe siècle, avantagé par l'abondance de ses eaux de source. Cette industrie a fourni des équipements à l'armée turque avant l'entrée des troupes françaises. Machghara a été un lieu de commandement et de commerce pour l'activité agricole d'un ensemble de localités dans les alentours, jusqu'au milieu du XXe siècle, période où les métayers rachètent les localités et les terres où ils vivent et qu'ils font vivre.
Après son rattachement au Grand Liban (rattachement de la Bekaa, du Nord et du Sud au Mont-Liban) en 1920 sous le mandat français, Machghara est ville de garnison de l'armée française ce qui conforte sa centralité dans la région.
Durant la seconde guerre mondiale, la région de Machghara est aux avant-postes des combats qui ont lieu en 1941 à la veille du débarquement allié et du ralliement de l'armée française du levant à la France libre.
Les années 1943 (indépendance du Liban) à 1975 sont des années de prospérité pour le Liban entier, y compris Machghara, qui profite du chantier de construction du barrage du Litani dans les années 1960.
Entre les années 1930 et 1970, la vie politique locale est marquée par l'opposition entre deux coalitions : un groupe de familles autour des Karam et des Ibrahim, avec le parti populaire syrien d'une part, et un groupe de familles autour des Traboulsi et des Awada, avec le parti communiste libanais. La première coalition est Chamouniste (par référence au Président de la République Camille Chamoun), la seconde coalition est Chéhabiste (par référence au Président de la République Fouad Chehab). Les deux coalitions comptent dans leurs rangs aussi bien des chrétiens que des musulmans. Machghara est de ce fait à l'abri des clivages communautaires, une situation qui va perdurer jusqu'au milieu des années 1980.
La guerre civile a peu d'effets, entre 1975 et 1982, sur la cohésion de la population de Machghara, les deux partis dominants ayant tous deux rejoint le mouvement national libanais pro-palestinien.
En 1977, l'armée syrienne envahit le Liban et occupe Machghara qui constitue son avant-poste sud avant le Sud-Liban.

Entre 1977 et 1982, de nouveaux partis politiques prennent place dans la localité, le mouvement Amal et, plus tardivement, le Hezbollah.
Machghara est durement touché par l'invasion israélienne du Liban en 1982 et la ville est restée sous occupation israélienne jusqu'en 1985. Un grand nombre de jeunes s'enrôlent dans le front de la résistance nationale libanaise animé par les partis laïcs et qui opère dans toute la zone occupée.
En 1986 éclatent des affrontements entre les miliciens du Hezbollah d'une part et ceux du PC et du PPS de l'autre. C'est la période durant laquelle le Hezbollah appuyé par la Syrie prend le monopole de la résistance armée en zone occupée. Plusieurs jeunes de la ville sont tués par leurs voisins et souvent parents. Des maisons sont incendiées. Les familles chrétiennes sont les premières à fuir et plusieurs émigreront au Canada. Des familles musulmanes sont installées par le Hezbollah dans leurs maisons. Cet épisode crée une déchirure profonde au sein de la ville.
L'élection d'un nouveau conseil municipal pluri-confessionnel et présidé par un chrétien en 2004 est venue couronner les efforts de réconciliation visant surtout au retour des familles chrétiennes dans leurs maisons.
Entre 1986 et 2006, Machghara subit plusieurs bombardements israéliens et nombre de ses jeunes enrôlés dans la résistance anti-israélienne, désormais sous la bannière du Hezbollah, sont tués.

## Modes de vie
Jusque dans les années 1980, Machghara était une ville vivante avec des restaurants et des buvettes où les festins se succédaient en musique autour de barbecues et d'arak. Les communautés chrétienne et musulmane, bien que vivant dans des quartiers séparés, entretenaient une forte solidarité.
Entre 1986 et 2004, Machghara a vécu sous le régime sévère du Hezbollah, qui entretient un climat de guerre, une atmosphère de deuil et une mise en scène religieuse avec les portraits géants de mollahs et les bannières noires et vertes aux entrées de la ville.
L'élection d'un nouveau conseil municipal pluri-confessionnel et présidé par un chrétien en 2004 est venue couronner les efforts de réconciliation visant surtout au retour des familles chrétiennes dans leurs maisons.
La ville a retrouvé en partie sa joie de vivre. Les familles qui en sont originaires reviennent y passer l'été. Un festival est organisé par la mairie. La vie reprend ses droits peu à peu, même si les stigmates de son martyre - celui de ses enfants morts pour des causes toutes justes - restent apparents.
- Produits culinaires traditionnels : Bourghol, Kechk, Qawarma, pain marqouq
- Fierté particulière : citation dans une chanson de Fairuz "Ya Qamar Machghara" (Ô lune de Machghara)
- Club social au Canada : Association Bénévole de Mashghara

## Personnalités
(hors personnalités religieuses)
- Dr Daoud Sayegh, politologue, Docteur d’état en droit (Sorbonne), professeur universitaire, conseiller des Premiers ministres Rafic puis Saad Hariri, auteur de nombreuses publications sur le Liban et son système politique ;
- Rabih Abou-Khalil, musicien ;
- Duraid Lahham, comédien ;
- Nasser Nasrallah, député, ancien directeur général de l'Office des eaux du Litani ;
- Sleiman Traboulsi, ancien ministre des ressources hydrauliques ;

- Michel Halim Abou Arraj, magistrat, ancien Président de la Cour criminelle de Beyrouth ;
- Hassan Awada, ancien contrôleur général des finances, avocat ;
- Tony Baroud, animateur de télévision ;
- Walid Hourani, pianiste ;
- Charif Husseini, ancien membre du Conseil supérieur de la magistrature ;
- Louis Salamoun, député fédéral brésilien ;
- Nasri Sayegh, écrivain, journaliste, analyste politique ;
- Fawaz Traboulsi, écrivain, journaliste, personnalité politique ;
- Riad Kassem, ancien doyen de l'Université libanaise ;
- Ibrahim El-Hajj, poète ayant vécu pendant les Première et Seconde Guerres mondiales ;
- Karim Abou Arraj, commerçant, propriétaire de tanneries à Beyrouth ;
- Nadim Abou Arraj, ancien commissaire à la Sureté Générale ;
- Ali Awada, ancien doyen de l'ordre des experts comptables ;
- Riad Charara, animateur de télévision ;
- Khalil Debs, journaliste, homme politique ;
- Hussein Mansour, ancien député ;
- Zaki Nassif, poète, musicien et chanteur ;
- Fouad Rizk, ancien ministre de la justice.